# Thecla formosana
Thecla formosana är en fjärilsart som beskrevs av Matsumura 1910. Thecla formosana ingår i släktet Thecla och familjen juvelvingar. Inga underarter finns listade i Catalogue of Life.